# マレーシアの鉄道

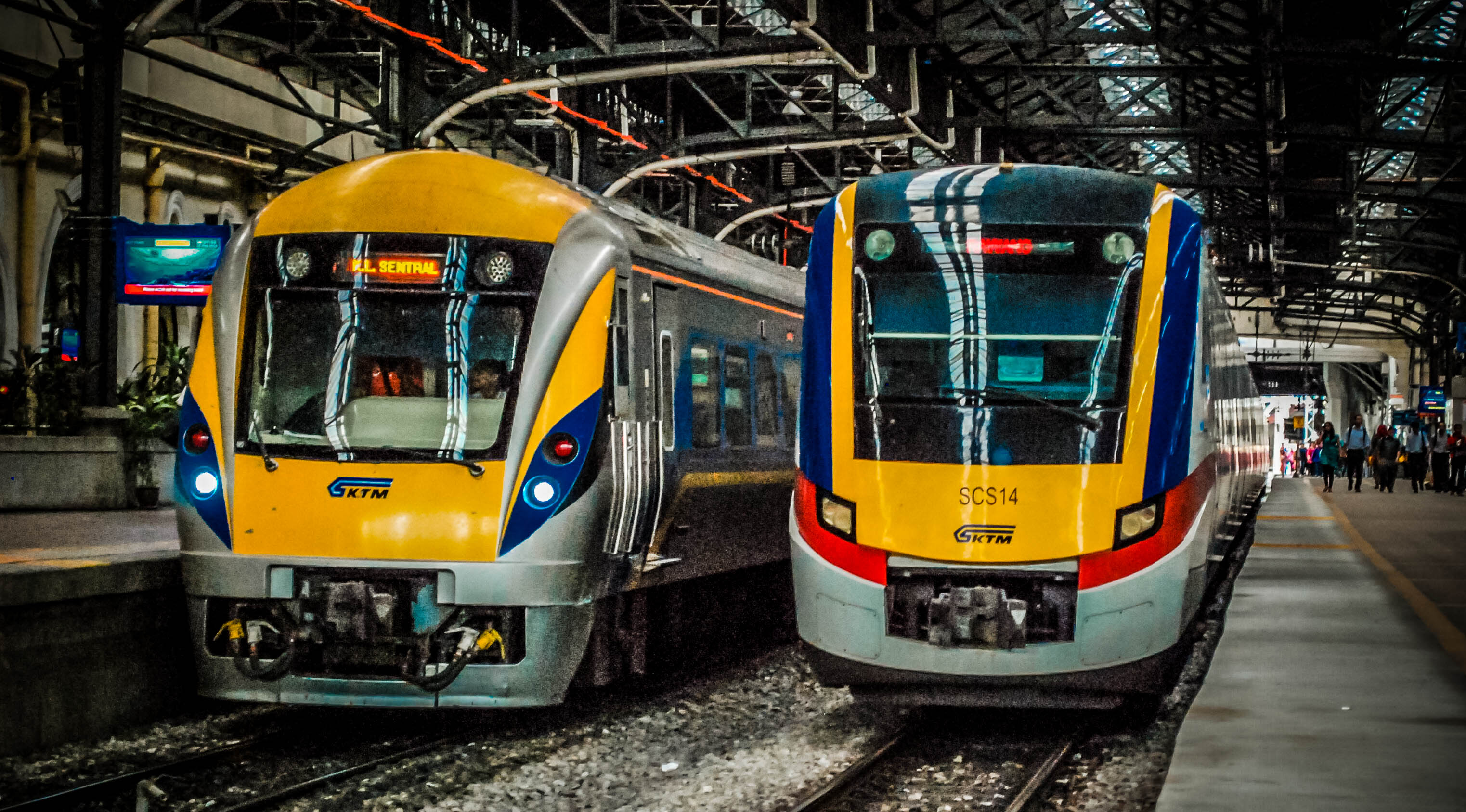
クアラ・ルンプール駅に停車するKTMコミューター

マレーシアの鉄道（マレーシアのてつどう）では、マレーシアにおける鉄道について記す。

## 概要
マレーシアの鉄道は、マレー半島を走るマレー鉄道 (KTM) 、マレー半島東海岸の貨物鉄道であるクアンタン・ケルテ鉄道システム、ペナン島のケーブルカーであるペナン・ヒル鉄道、首都クアラ・ルンプール近郊の都市交通、そしてボルネオ島サバ州を走るサバ州立鉄道に分類できる。

## マレー鉄道
詳しくは、マレー鉄道を参照。
1885年に当時ここを植民地にしていたイギリスが軌間1000mm（狭軌・メーターゲージ）の線路を敷設したのが始まりとされ、隣国タイ王国の国有鉄道と合わせてマレー半島横断鉄道を形成し、国際列車も運行されている。またシンガポールにも足を延ばしているが、こちらの方はもともとシンガポールがマレーシアから独立した経緯もあり、シンガポール領内の鉄道もマレー鉄道の管轄となっている。また、1997年にマレーシア鉄道公社 (KTMB) として民営化されたが、2002年に政府が経営権を再取得した。
クアラ・ルンプール近郊では郊外電車も運行しており、長距離列車（KTMインターシティ）と区別してKTMコミューターと呼ばれる。

## クアンタン・ケルテ鉄道システム
詳しくは、クアンタン・ケルテ鉄道システムを参照。
マレー半島の東海岸で運行されている貨物鉄道である。マレーシア鉄道公社(KTMB) が運営している。

## ペナン・ヒル鉄道
詳しくは、ペナン・ヒル鉄道を参照。
ペナン島で運行されているケーブルカーである。現在は、ペナン州のジョージ・タウン市電気供給部が運営している。

## クアラ・ルンプール近郊
前述のマレー鉄道のKTMコミューターのほかに、空港連絡鉄道・LRT・モノレール・MRTが運行されている。

### 空港連絡鉄道
エクスプレス・レール・リンクが、KLIAエクスプレスという高速鉄道（最高160km/h）をKLセントラル駅 - クアラ・ルンプール国際空港駅間をノンストップ28分で運行している。
また、同区間をKLIAトランジットという各駅停車も運行している。

### LRT
ラピドKLが、クラナ・ジャヤ線・アンパン線を運行している。

### モノレール
ラピドKLが、KLモノレールを運行している。

### MRT
Mass Rapid Transit Corporationが、スンガイ・ブロー駅とカジャン駅を結ぶKlang Valley Mass Rapid Transit(KVMRT)1号線を運行している。

### その他
- クアラルンプール国際空港のメイン・ターミナル・ビル - サテライト・ターミナルA間を結ぶLRTがある。エアロトレインと呼ばれている。

- スランゴール州のプタリン・ジャヤに、サンウェイ・モノレールというモノレールがある。

現在は、拡張工事中のため、運休中である。

## サバ州営鉄道
詳しくは、サバ州営鉄道を参照。
ボルネオ島における鉄道は1896年にイギリスの北ボルネオ会社がタバコ輸送のために敷設し、現在コタキナバルのタンジュン・アル (w:Tanjung Aru) からテノム (w:Tenom) に至るまでの134kmの路線で旅客営業を行っている。しかしこちらでも自動車などの進出で収支は芳しくない。2000年から、近隣のリゾートホテル運営会社が同路線を利用して1971年に引退した蒸気機関車の復活運行を北ボルネオ鉄道と称して行っており、運用客車の内1973年川崎重工製の全長15m弱の4両が一般車から豪華整備に改造されている。

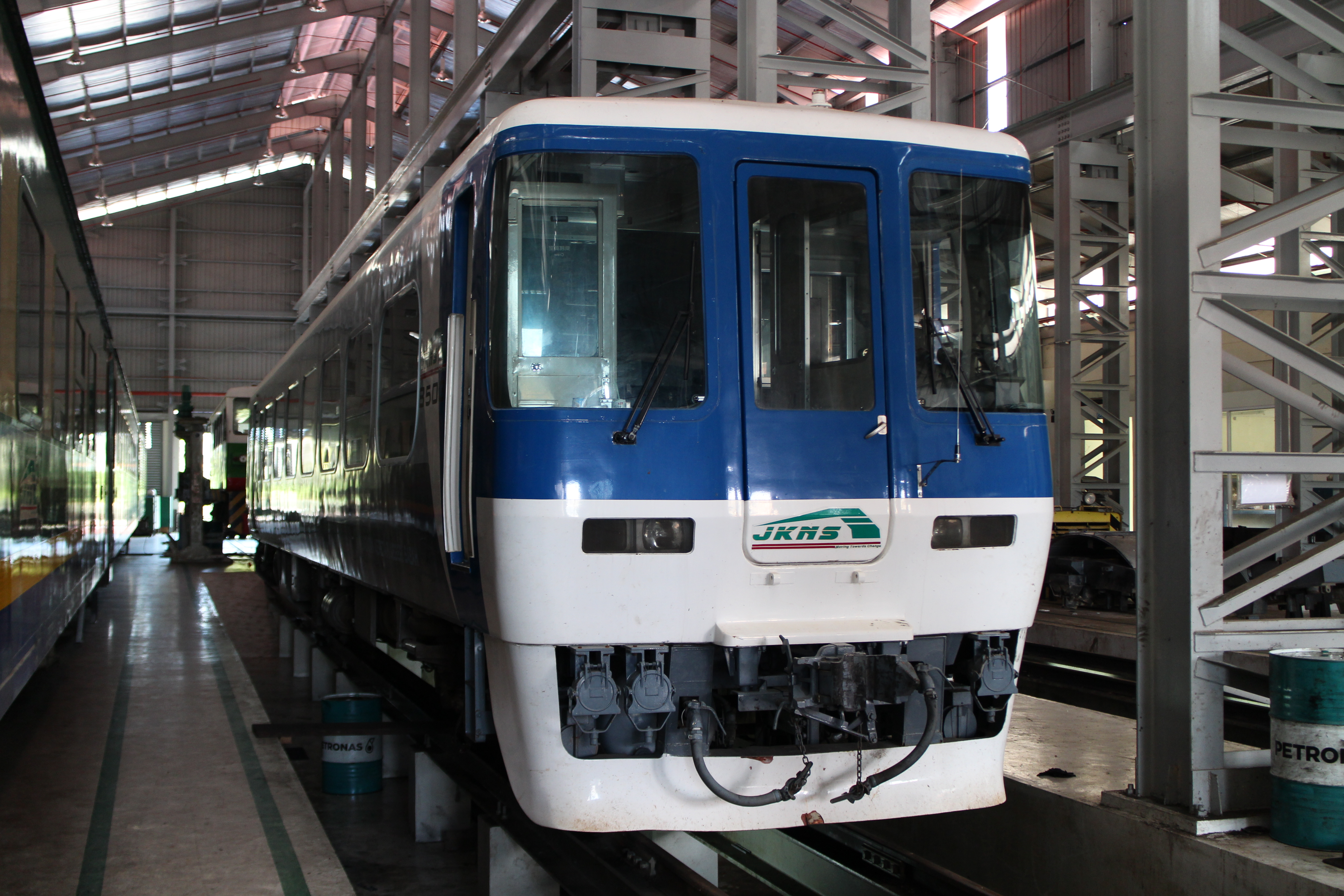
マレーシアのサバ州立鉄道に譲渡され、エンジン復旧と車体改装の改修工事を行い、車体のカラーリングが変更された8500系

また日本の「やすらぎの郷 会津村」に展示されていた名鉄キハ8500系気動車（キハ8502とキハ8503）が輸入され、急行列車として運行されている。

## 東海岸鉄道計画
2016年から2018年にかけて、中華人民共和国の支援によりマラッカ海峡に面したセランゴール州から半島山岳部を横断し東海岸へ出て、海岸線を北上してタイ国境付近に至る総延長688kmにおよぶ東海岸鉄道の建設計画が具体化していたが、2018年の政変を経た2019年1月、マレーシア政府は財政負担を問題視して中止させ、同年4月に中華人民共和国は財政再建を行うマレーシアと215億リンギ（約5800億円）まで建設費用を削減することで合意した。
標準軌による路線を計画している：
- 東海岸：コタバル（クランタン州）〜ペンカランクボール（クランタン州）〜クアンタン（パハン州）
- 半島横断：クアンタン（パハン州）〜クラン港（セランゴール州）

## 隣接国との鉄道接続状況

### マレー半島
- タイ - 接続あり
- シンガポール - 接続あり

### ボルネオ島
- ブルネイ - 接続なし
- インドネシア - 接続なし

#### 海を隔てて近接
- フィリピン - 接続なし